# Kortstaartmolrat
De kortstaartmolrat (Nesokia indica) is een knaagdier uit het geslacht Nesokia dat voorkomt van Noordoost-Egypte en Turkmenistan tot Xinjiang (Noordwest-China) en Bangladesh. Er zijn Laat-Pleistocene fossielen gevonden in Egypte en Noord-Soedan, waar hij nu niet meer voorkomt.
Dit dier heeft een gedrongen uiterlijk, met een kort, rond hoofd, een korte, brede bek, ronde, kleine oren, een korte staart en brede voeten. De vacht varieert van hard en kort tot lang en zacht. Soms is de vacht dicht, soms dun, maar de staart is altijd vrijwel naakt en ook de handen en voeten zijn nauwelijks behaard. De rug is geelbruin tot grijsbruin, de onderkant grijs tot wit, met een geleidelijke overgang. De kop-romplengte bedraagt 140 tot 215 mm, de staartlengte 88 tot 129 mm en het gewicht 112 tot 175 gram. Vrouwtjes hebben acht mammae.
Deze soort leeft meestal in natte gebieden of langs stromen en kanalen in allerlei habitats, van woestijnen tot bossen en gecultiveerde gebieden. Hij komt voor van 26 m onder tot 1500 m boven zeeniveau. Het dier graaft veel (op 15 tot 60 cm diepte). De opgegraven bodem wordt bij de ingang van het hol gedeponeerd. Een holsysteem bestaat uit een aantal tunnels, een grote nestkamer, en een paar kleinere kamers. Het dier eet grassen, granen, wortels, fruit en groente. Soms wordt er voedsel opgeslagen in de holen. Het dier is solitair; in elk hol woont slechts één dier. Ze paren het hele jaar door en krijgen één tot tien jongen. In veel gebieden is N. indica een plaag, doordat hij gecultiveerde tuinbouwgewassen eet en door irrigatiewallen heen graaft. Hij wordt ook gegeten door de bevolking.
Nesokia bunnii · Kortstaartmolrat (Nesokia indica) · Nesokia panchkulaensis†